# Buteo ventralis
El aguilucho de cola rojiza, busardo patagón, gavilán de cola rufa o peuco negro (Buteo ventralis) es una especie de ave falconiforme de la familia Accipitridae propia de los bosques  patagónicos del sur de Chile y en Argentina; no se conocen subespecies.

## Taxonomía y Sistemática
Buteo ventralis está muy emparentado con otras especies del género Buteo y también con Geranoaetus. Estos taxones, y otros cercanos (como Parabuteo y Buteogallus), comparten la misma tribu, Buteonini, y también la subfamilia, Buteoninae (que también incluye a las tribus Milvini y Harpagini).
Subiendo en la jerarquía taxonómica, pertenece a la familia Accipitridae, incluida en el orden Accipitriformes (que también abarca a las familias Pandionidae y Sagittariidae). Los Accipitriformes están muy emparentados con los Cathartiformes, por lo que ambos órdenes componen un grupo mayor, llamado Accipitrimorphae (“accipitrimorfos”), el cual se encuentra dentro del grupo Neornithes. Escalando a grupos mayores podemos encontrar Aves, Maniraptora, Theropoda, Dinosauria, Archosauria, Sauropsida, Amniota, Tetrapoda, Vertebrata, Animalia.

## Etimología
Tratando con la etimología del Buteo ventralis, el nombre del género taxonómico Buteo viene de la misma palabra latina «buteo», que, traducida al español, puede significar “busardo”, “gavilán” o “gerifalte”. Por otro lado, el epíteto específico de la especie ventralis proviene de la fusión de los términos grecolatinos «ventris», que significa vientre, más el sufijo «-alis» (“relativo a”), por lo que “ventralis” haría referencia a “relativo a ventral” o “del vientre”.

## Descripción
El adulto es café negruzco por encima. La garganta es blanca con bigotes negros. El pecho es ocre con finas pintas longitudinales negras. El abdomen es blanquecino con pintas café acaneladas especialmente hacia los flancos. Las calzas son acaneladas con barras transversales café rojizas. La cola es rojiza con nueve barras transversales finas y negras, siendo la última más gruesa y terminando en un borde blanco. El juvenil posee durante el primer año el pecho, abdomen y calzas blancos, con pintas longitudinales negras. Los lados del cuello, flancos, abdomen y calzas presentan pintas negras romboidales. La cola es gris con rayas transversales negras y con la punta blanco sucio. Durante el segundo año se torna café claro y al tercer año de vida se oscurece aún más, adquiriendo la cola un tinte rojizo, el cual se intensifica hacia el cuarto año de vida. Existen ejemplares melánicos, "morfo oscuro", de coloración general negro rojiza con la parte inferior de las remiges y rectrices blanco sucio. Los ejemplares juveniles presentan una espalda de coloración grisácea, pecho notoriamente blanco sin marcas. Cabeza, cuello, flancos y abdomen con líneas longitudinales negras. Cola negra con rayas negras y punta blanca.
El macho mide entre 54 y 56 cm de longitud y la hembra mide entre 57 y 60 cm. La especie cuenta con una envergadura alar de 114-139 cm y un peso en torno a los 780-1.450 g.

## Ecología y Comportamiento

#### Alimentación
Algunos análisis lo clasifican como un cazador de bosque con dieta variada, con una leve preferencia por las aves. Se ha visto atrapando presas mucho más grandes como el canquén/cauquén real (Chloephaga poliocephala) y gallinas, y más corrientemente aves medianas como carpintero negro/gigante (Campephilus magellanicus) y palomas domésticas (Columba livia).
Depredador mayormente ornitófago, aunque en realidad tiene una dieta variada: también consume mamíferos pequeños (roedores) o lagomorfos (conejos y liebres), reptiles (siendo su presa más común la culebra de cola corta (Tachymenis chilensis), e insectos (entre los cuales la familia Cerambycidae es la más depredada). Con respecto a los mamíferos consumidos, dos corresponden a especies nativas: ratón oliváceo (Abrotrhix olivacea) y el ratón de pelo largo (Abrothix longipilis), ambos de la familia Cricetidae. 
Su dieta se compone de un 55% de aves, siendo la torcaza (Patagioenas araucana), la loica (Leistes loyca), el choroy (Enicognathus leptorhynchus) y la cachaña (E. ferrugineus) parte esencial de su alimentación. Así mismo, aves como el tordo (Curaeus curaeus) y el zorzal (Turdus falcklandii) componen un número importante de presas. 
En su zona más austral de distribución suele cazar especies de mayor tamaño, tales como la bandurria (Theristicus melanopis), el caiquén (Chloephaga poliocephala) y la garza grande (Ardea alba); en zonas cercanas a la costa o a cursos de agua suele incorporar al yeco (Phalacrocorax brasilianus) a su dieta.
De esta manera, la dieta del Buteo ventralis no corresponde a una dieta de rapaz forestal obligada, sino que puede consumir presas tanto de bosques como praderas abiertas o incluso de plantaciones de pino. Además, parece ser un depredador intragremial; hay registros de depredación de al menos cuatro especies de aves rapaces: tiuque (Milvago chimango), peuquito (Accipiter chilensis), lechuza blanca americana (Tyto furcata) y chuncho (Glaucidium nana).
Caza desde perchas en el ecotono bosque-pradera, así como sobrevolando a gran altura y, en algunos casos, en vuelos estacionarios similares a los del aguilucho común, los cuales suelen terminar en una picada sobre el dosel del bosque o en el campo abierto.

#### Aspectos reproductivos
Los sitios reproductivos del aguilucho de cola rojiza se caracterizan por estar cerca de cursos de agua y sitios abiertos con actividad y/o residencia humana. 
En cuanto a su conducta reproductiva, se dice que el Buteo ventralis es una especie monógama. Sin embargo, hay registros de poliginia en al menos once especies de aves rapaces diurnas y el aguilucho de cola rojiza clasifica. Esto se debe principalmente a la disponibilidad de sitios destinados a nidificación. Estos sitios pueden ser remanentes de árboles nativos vivos de gran envergadura, coníferas introducidas o en acantilados rocosos. También existen hallazgos de aguiluchos de cola rojiza nidificando en árboles muertos de coihue (Nothofagus dombeyi).
Se ha observado que, en temporadas reproductivas, las parejas inician el cortejo a mediados de invierno (finales de julio/principios de agosto), aumentando las vocalizaciones y vuelos territoriales. A principios de primavera (primera semana de octubre) comienza la postura de huevos; la hembra generalmente pone entre uno y tres huevos, los cuales son de color blanco con manchas café claro. La incubación es protagonizada especialmente por la hembra (alrededor del 80%) y dura 30 días. Posteriormente, la eclosión ocurre a mediados de primavera (principios de noviembre). Las crías nacen cubiertas con plumas blancas y a las dos semanas, ya poseen sus plumas de vuelo. Al comenzar el verano (finales de diciembre/principios de enero), los pichones ya tienen entre 50-60 días y, finalmente, a mediados de otoño (fines de marzo/principios de junio), los ejemplares juveniles abandonan el sitio de nidificación, dando fin a la temporada reproductiva.

## Distribución y Hábitat
Bosque Andino Patagónico. Centro oeste de Neuquén y oeste de Río Negro, Chubut y noroeste de Santa Cruz. En ambos lados de la cordillera de los andes desde el paralelo 36 al sur. Desde el norte de la región del Bio-Bio a tierra del fuego, región de Magallanes.
En el año 2017 la Fundación Ñankulafken lo encontró desde la Región de Valparaíso, la región de O'Higgins y nidos activos en la región del Maule en las zonas de la cordillera de la costa.
Corresponde a una especie catalogada como endémica nativa de la ecorregión del bosque templado Austral de Chile. También habita de forma nativa en bosques andinos patagónicos del oeste de la Patagonia Argentina. La mayor parte de su población mundial se encuentra en la zona sur de Chile. 
Su distribución va desde Talca hasta la Isla Navarino en Tierra del Fuego, con registros esporádicos en la Zona Central, siendo los más curiosos en Valparaíso y Altos de Cantillana. 
La población del aguilucho de cola rojiza varía entre ambas cordilleras, siendo más extendida la población ligada a la cordillera de la costa que comienza en su límite norte y termina en su límite sur de distribución, mientras que en la cordillera de los Andes sólo se le puede ver desde el sur del Bío-Bío.
Distribución en Chile: Valparaíso, O´Higgins, Maule, Bío-Bío, Araucanía, Los Ríos, Los Lagos, Aysén, Magallanes, y Antártica Chilena. 
Distribución nativa: Chile, Argentina.
Normalmente habita desde los 0 a 1000 msnmm, con registros hasta a 1500 msnmm, por lo que se le conoce como una especie de tierras bajas.
El aguilucho de cola rojiza depende del sustrato de remanentes de bosques secundario adulto y primario. Estos bosques se caracterizan por sus estratos vegetativos y por presentar árboles de gran tamaño (más de 25.30 m de altura), de tipo siempreverde o caducifolio mixto. La especie construye sus nidos en estos árboles, pero también ocasionalmente habita en praderas agrícolas o plantaciones de pino insigne (Pinus radiata). En los árboles nativos destaca el laurel (Laurelia sempervirens).
Al ser un ave tan ligada al bosque nativo, es más abundante en la zona austral de Chile, donde estos bosques no han sufrido tanto la deforestación.

## Abundancia, Amenazas y Estado de Conserviación

### Abundancia poblacional
La población global del Buteo ventralis se encuentra en el límite estimado de 1000 individuos maduros; el 95% de su población habita en Chile, lo que corresponde aproximadamente a 950 individuos maduros.
Las poblaciones reproductivas más numerosas se encuentran en la Cordillera de la Costa en Biobío, Araucanía, Los Ríos y Los Lagos. La abundancia decae en la Cordillera de los Andes, siendo escaso en los bosques de Los Andes, en la costa de Chile central (Valparaíso, O'Higgins) y en la Patagonia chilena (Aysén y Magallanes), situación similar en el Oeste de la Patagonia Argentina.

### Amenazas actuales y potenciales
Pérdida y degradación de hábitat: La pérdida y degradación del hábitat del aguilucho de cola rojiza se debe a incendios intencionales que arrasan con los remanentes para dar origen a terrenos agropecuarios o para sustitución de bosques nativos por plantaciones de pino o eucalipto (Eucalytus). También está el factor de la tala con fines madereros. 
Las diversas acciones de degradación en el hábitat boscoso del Buteo ventralis han propiciado la disminución y fragmentación poblacional. Actualmente existen subpoblaciones de entre 1 y 30 parejas estimadas en las regiones de Valparaíso, O'Higgins, Maule, Aysén y Magallanes.
Hoy en día es el ave rapaz más amenazada de Chile.
Persecución humana: Tanto en Chile como en Argentina, un 80% de la población del aguilucho de cola rojiza se ve afectada por la persecución humana. Esta depredación es en su mayoría por parte de los pobladores que crían aves de corral de semilibertad.
Competencia: Producida por especies nativas y exóticas invasoras. En nativas existe competencia con el Aguilucho común (Busardo dorsirrojo) y con Águila de pecho negro (Geranoaetus melanoleucus).

### Estado de Conservación y Acciones de protección
La Fundación Ñankulafkén realiza estudios sobre la historia natural de la especie. En el marco de dos proyectos de conservación:
- “Monitoring Network of Threatened Raptors of Southern South America”, financiado parcialmente por Rufford Foundation y ejecutado por la Fundación Ñankulafkén, 2016-2018.
- “Rural communities’ network: protecting the threatened Rufous-tailed Hawk through citizen science in Patagonia”, financiado por Patagonia y ejecutado por la Fundación Ñankulafkén, 2018.

Además, se encuentra en el Reglamento de la Ley de Caza (DS 5/1998 MINAGRI) e incluido en el Apéndice II de CITES.
Estados de conservación vigentes en Chile: clasificación IUCN (2019), Vulnerable (VU). Se cuenta con menos de 1000 individuos maduros. Actualmente los continuos descensos harían que el Aguilucho de cola rojiza clasificara como En Peligro (EN).